# Eurypoena
Eurypoena is een monotypisch geslacht van spinnen uit de familie van de Theridiidae (Kogelspinnen).

## Soort en ondersoort
- Eurypoena tuberosa (Jörg Wunderlich, 1987)
  - Eurypoena tuberosa alegranzaensis Jörg Wunderlich, 1992